# Monchy-Humières
Monchy-Humières är en kommun i departementet Oise i regionen Hauts-de-France i norra Frankrike. Kommunen ligger i kantonen Ressons-sur-Matz som tillhör arrondissementet Compiègne. År 2022 hade Monchy-Humières 776 invånare.

## Befolkningsutveckling
Antalet invånare i kommunen Monchy-Humières
| Referens: INSEE |